# Gladiator: Sword of Vengeance
Gladiator: Sword Of Vengeance es un videojuego de aventura de Acclaim Entertainment. En esa época muchos videojuegos de disparos de tercera persona, como BloodRayne y Prince of Persia disfrutaban de gran éxito. Así Acclaim decidió unirse al género con sus propios juegos de aventura y acción como Gladiator: Sword Of Vengeance. El juego no tuvo gran éxito. En 2006 la editorial canadiense Throwback Entertainment adquirió los derechos de publicación y desarrollo de la franquicia Gladiator. ThrowBack ha hablado de hacer un nuevo Gladiator para la próxima generación de consolas de juegos a través de un sistema específico que no fue anunciado.